# Achatius von Hohenfeld
Achatius Freiherr von Hohenfeld (* 1610 auf Schloss Aistersheim (Oberösterreich); † 3. Dezember 1672 in Camberg) war Nassau-Diezer Militär und Beamter, kurtrierischer Oberamtmann im Amt Camberg und Reichspfennigmeister.
Achatius von Hohenfeld war der Sohn von Ludwig Freiherr von Hohenfeld (1576–1644) und dessen Frau Klara geborene von Neideck. Seit 1626 lebte er in Esslingen, wohin sein Vater als Glaubensflüchtling geflohen war. Auch Achatius von Hohenfeld war zunächst lutherisch, konvertierte jedoch 1669 zum römisch-katholischen Glauben. Er studierte in Tübingen.
Seit 1630 stand er in Leeuwarden im Dienst von Graf Ernst Casimir von Nassau-Dietz. Nach dessen Tod war er ab 1633 Hofmeister von dessen Witwe Sophie Hedwig in Diez. Seit 1643 war er Oberstleutnant und Statthalter aller Nassauisch-Dietzer Lande. Er erwarb dort reichen Besitz und führte ein machtvolles Regiment.
1646 heiratete er in Camberg Anna-Ursula geborene Freiin von Metternich-Winneburg († 1675 in Camberg). Die Braut war katholisch. Achatius von Hohenfeld wurde kaiserlicher und kurbayerischer Oberstleutnant. Ab 1653 war zugleich kurtrierscher Kammerpräsident in Camberg. 1658 wurde er Reichspfennigmeister. 1659 wurde er mit dem Hof zu Hausen bei Eisenbach und dem Riedeselschen Hof, nahe der ehemaligen Burg zu Camberg belehnt. Dort hatte er bis zur Verabschiedung 1664 seinen Wohnsitz. Um 1660 beauftragte er die Errichtung der Hohenfeld-Kapelle in Camberg.
Aus der Ehe mit der Freiin Anna-Ursula von Metternich-Winneburg entstammen 15 Kinder, darunter:
- Wilhelm Lothar  (1651–1710), Reichspfennigmeister

⚭ Maria Anna Magdalene von Kesselstatt
⚭ Maria Margaretha von Bicken zum Hain, Eltern von Franz Carl Friedrich von Hohenfeld (1696–1757), Domdekan in Worms